# Institut Papst Benedikt XVI.

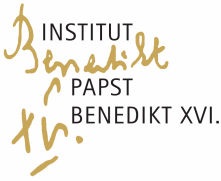
Logo van het Instituut

Het Institut Papst Benedikt XVI. (Instituut Paus Benedictus XVI) is een wetenschappelijk instituut, gelieerd aan het bisdom Regensburg, dat in 2008 werd opgericht. Het Instituut heeft als voornaamste doelstelling het uitgeven van de verzamelde geschriften van paus Benedictus XVI, waarvan de uitgave is voorzien in zestien delen van elk ongeveer 700 bladzijden, onder de titel: Joseph Ratzinger Gesammelte Schriften - JRGS. Het Instituut werd in oktober 2009 feestelijk geopend door de apostolisch nuntius in Duitsland, en is gehuisvest in het diocesaan grootseminarie van Regensburg. De oprichting van het Instituut was een rechtstreeks gevolg van een verzoek van paus Benedictus, aan de toenmalige bisschop van Regensburg, Gerhard Ludwig Müller, om zich met de uitgave van diens verspreide geschriften te belasten.
Daarnaast is het Instituut belast met het digitaliseren van zowel de geschriften van de paus als met de wetenschappelijke bestudering van zijn werk. Dit laatste gebeurt onder meer door de uitgave van een Jaarboek (Mitteilungen des Instutitut-Papst-Benedikt XVI) en het organiseren van congressen en symposia waarin het oeuvre van paus Ratzinger centraal staat.
Directeur van het Instituut is Rudolf Voderholzer, hoogleraar dogmatiek aan de Universiteit Trier.

## Uitgaveplan Verzamelde Werken
De uitgave van de Verzamelde Werken van paus Benedictus XVI is als volgt voorzien:
1. Volk und Haus Gottes in Augustins Lehre von der Kirche. Die Dissertation und weitere Studien zu Augustinus von Hippo (verschijnt in mei 2011)
2. Das Offenbarungsverständnis und die Geschichtstheologie Bonaventuras. Die ungekürzte Habilitationsschrift und weitere Bonaventura-Studien (verschenen)
3. Der Gott des Glaubens und der Gott der Philosophen. Die wechselseitige Verwiesenheit von fides und ratio
4. Einführung in das Christentum. Bekenntnis – Taufe – Nachfolge
5. Herkunft und Bestimmung. Schöpfung – Anthropologie – Mariologie
6. Jesus von Nazareth. Spirituelle Christologie
7. Zur Theologie des Konzils. Texte zum II. Vatikanum
8. Zeichen unter den Völkern. Schriften zur Ekklesiologie und Ökumene (verschenen in 2 Delen)
9. Offenbarung – Schrift – Tradition. Hermeneutik und Theologische Prinzipienlehre
10. Auferstehung und Ewiges Leben. Beiträge zur Eschatologie
11. Theologie der Liturgie. Die sakramentale Begründung christlicher Existenz (verschenen)
12. Künder des Wortes und Diener eurer Freude. Zur Theologie und Spiritualität des Ordo (verschenen)
13. Im Gespräch mit der Zeit. Interviews – Stellungnahmen – Einsprüche
14. Predigten zum Kirchenjahr. Meditationen, Gebete, Betrachtungen
15. Aus meinem Leben. Autobiographische Texte
16. Bibliographie und Gesamt-Register